# Kallépia
Kallépia (grec moderne : Καλλέπεια) est un village chypriote situé dans le district de Paphos et comptant plus de 326 habitants.